# 新八日市駅
新八日市駅（しんようかいちえき）は、滋賀県東近江市八日市清水二丁目にある近江鉄道八日市線（万葉あかね線）の駅である。駅番号はOR16。

## 歴史
以前は当駅から御園駅（開業時は飛行場駅）に向かっていた（御園方面への分岐点は当駅の近江八幡駅寄りにあり、新八日市からはスイッチバックする形であった）。近江鉄道に合併後、八日市駅方面への線路が敷設され、御園方面の通称”飛行場線”の区間は、長い休止期間を経て、後に廃止された。御園駅方面の隣駅は八日市中野駅であった。

### 年表
- 1913年（大正2年）12月29日：湖南鉄道の新八幡駅（現在の近江八幡駅） - 当駅間が開業[7][8]、八日市口駅（ようかいちぐちえき）[4]として開業[1][3][7]。
- 1919年（大正8年）7月1日：駅名を新八日市駅に改称[7][9]。
- 1922年（大正11年）：現在の駅舎が竣工[4][10][11][12][13]。
- 1927年（昭和2年）5月15日：湖南鉄道が琵琶湖鉄道汽船（現在の京阪電気鉄道の前身）と合併、同社の駅となる[7]。
- 1929年（昭和4年）4月1日：八日市鉄道に譲渡され、同社の駅となる[7]。
- 1930年（昭和5年）10月1日：当駅 - 飛行場駅（後の御園駅）間が開業[7]。
- 1944年（昭和19年）3月1日：八日市鉄道が近江鉄道と合併、同社の八日市線の駅となる[7]。
- 1946年（昭和21年）
  - 1月1日：当駅 - 八日市駅間が開業、同時に近江八幡駅 - 当駅間が電化[7]。
  - 8月2日：当駅 - 八日市駅間が電化[7]。
- 1948年（昭和23年）8月1日：当駅 - 御園駅の運行を休止[7]。
- 1964年（昭和39年）9月25日：当駅 - 御園駅が廃止[7]。
- 1986年（昭和61年）11月1日：貨物取扱を廃止[2]。
- 2022年（令和4年）9月20日：副駅名称「カネヒョウ 古美術 熊木前」を追加[注釈 1][14]。

## 駅構造
相対式ホーム2面2線を有する地上駅である。平日朝（7時から8時50分まで）および夕方（16時から19時30分まで）のみ有人となる（運用時間は2021年時点）。ただし、夕方は降車客の改札業務のみである。なお、ホーム間は構内踏切で連絡している。木造駅舎を有する。

### のりば
| 番線   | 路線                       | 方向 | 行先         |
| ------ | -------------------------- | ---- | ------------ |
| 駅舎側 | ■八日市線 （万葉あかね線） | 上り | 八日市方面   |
| 反対側 | ■八日市線 （万葉あかね線） | 下り | 近江八幡方面 |

※案内上ののりば番号は割り当てられていない。

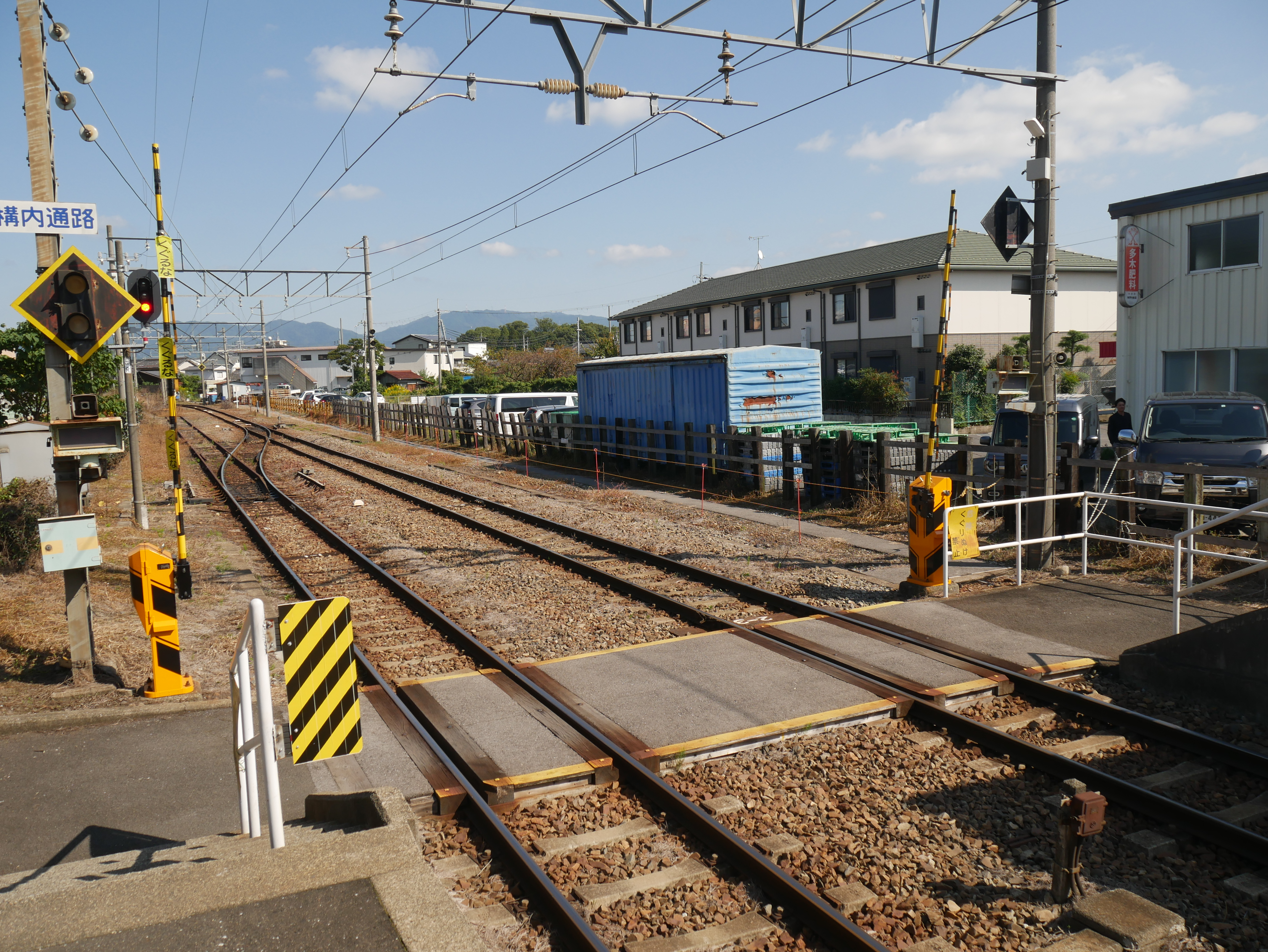
構内踏切（2020年10月、付近にはワム80000の倉庫がある）
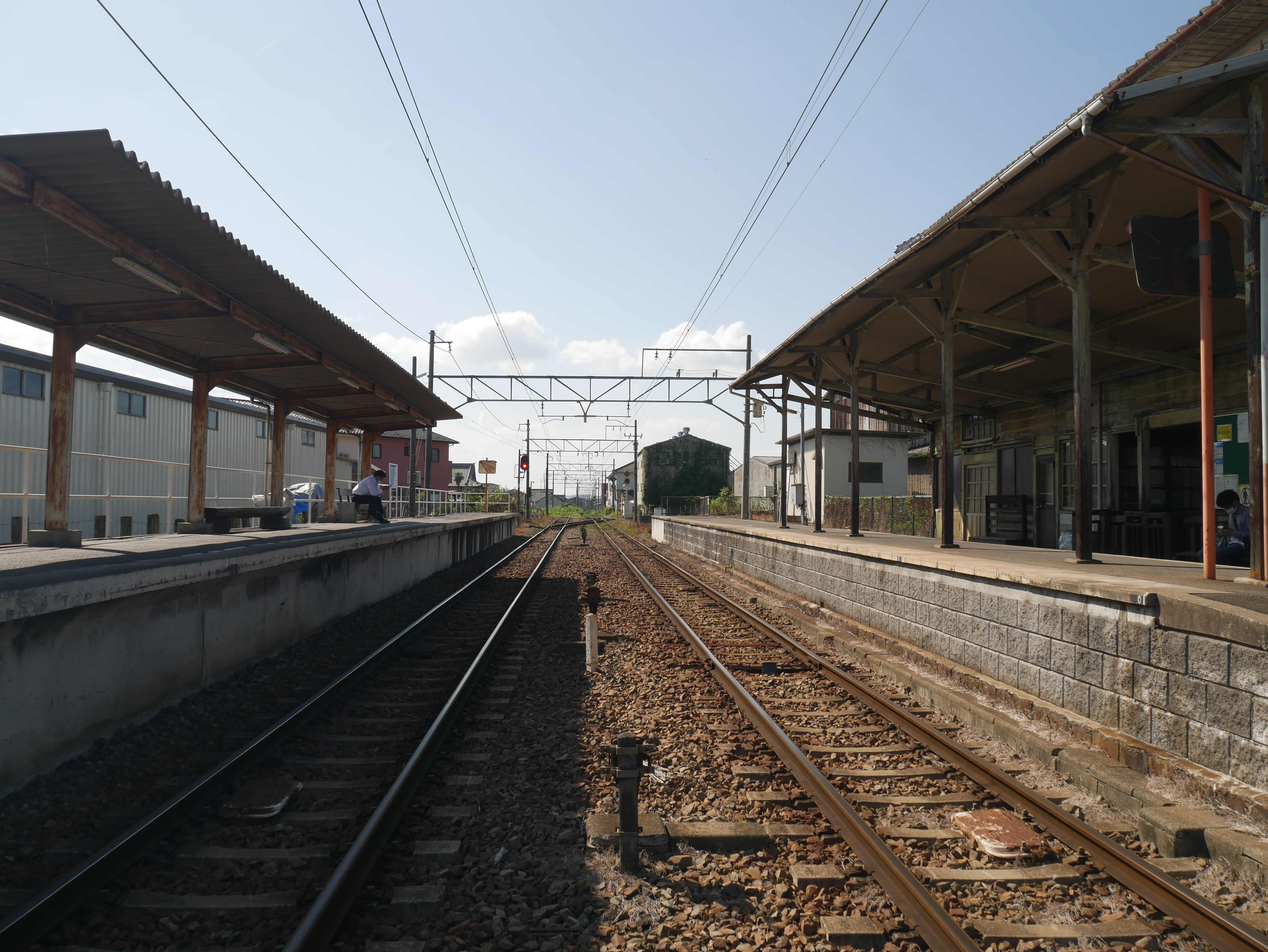
ホーム（2020年10月、構内踏切より）
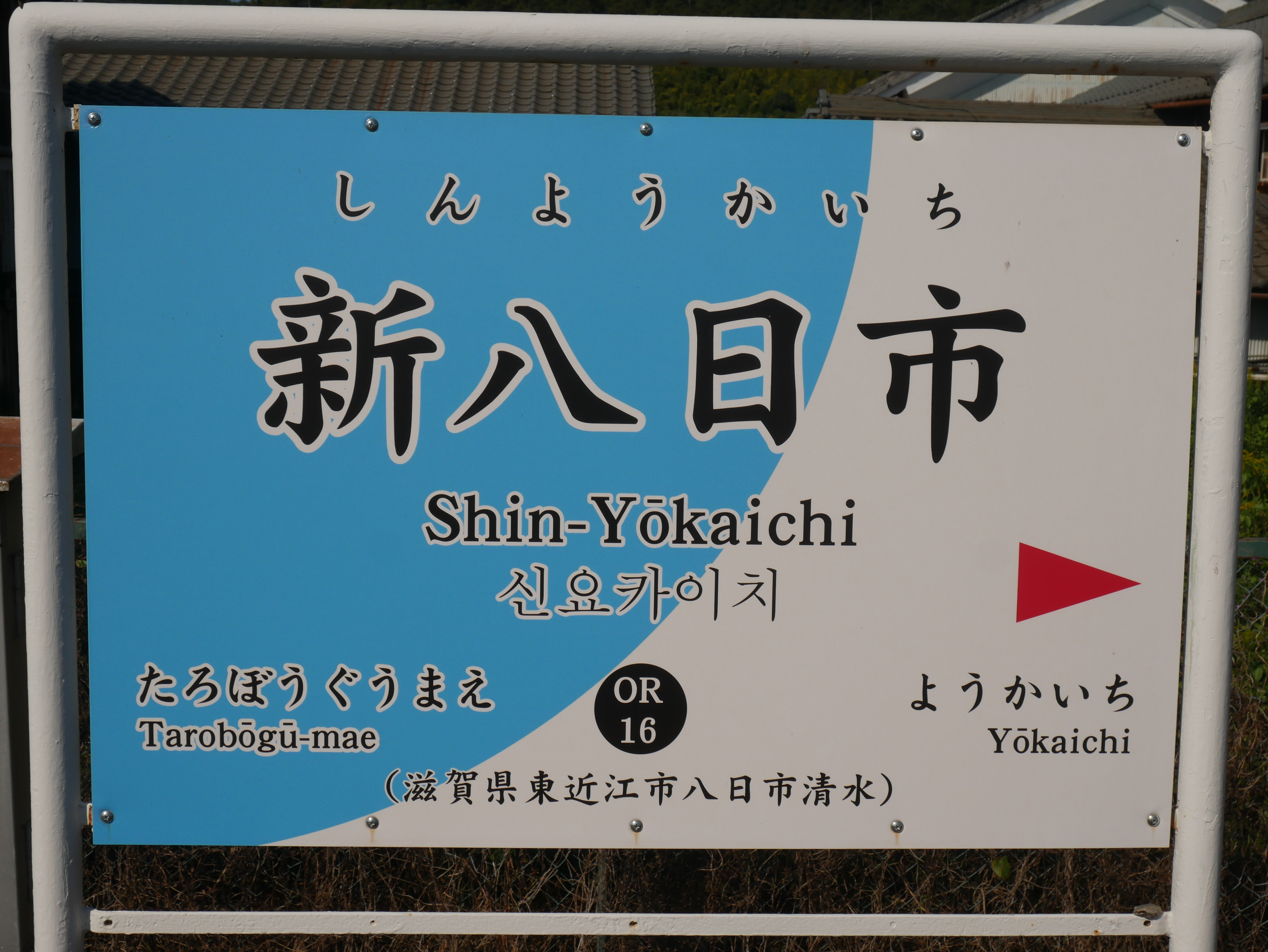
駅名標（2020年10月、副駅名導入前）

### 駅舎
薄緑色に塗装された、洋風建築の駅舎を持つ。開業時に建てられた駅舎であると言われていたが、開業9年後の1922年（大正11年）に建てられたとされている。駅舎2階はかつて八日市線の前身である湖南鉄道、八日市鉄道の本社として使用されていた。建築当時は西側に平家部分があったが取り壊され、空き地となっている。駅舎1階には八日市鉄道時代までの特等客用待合室だったスペースがあったが、現在は板で塞がれている。外壁は夏季にはツタで覆われるとあるが、他の季節でも覆われている。

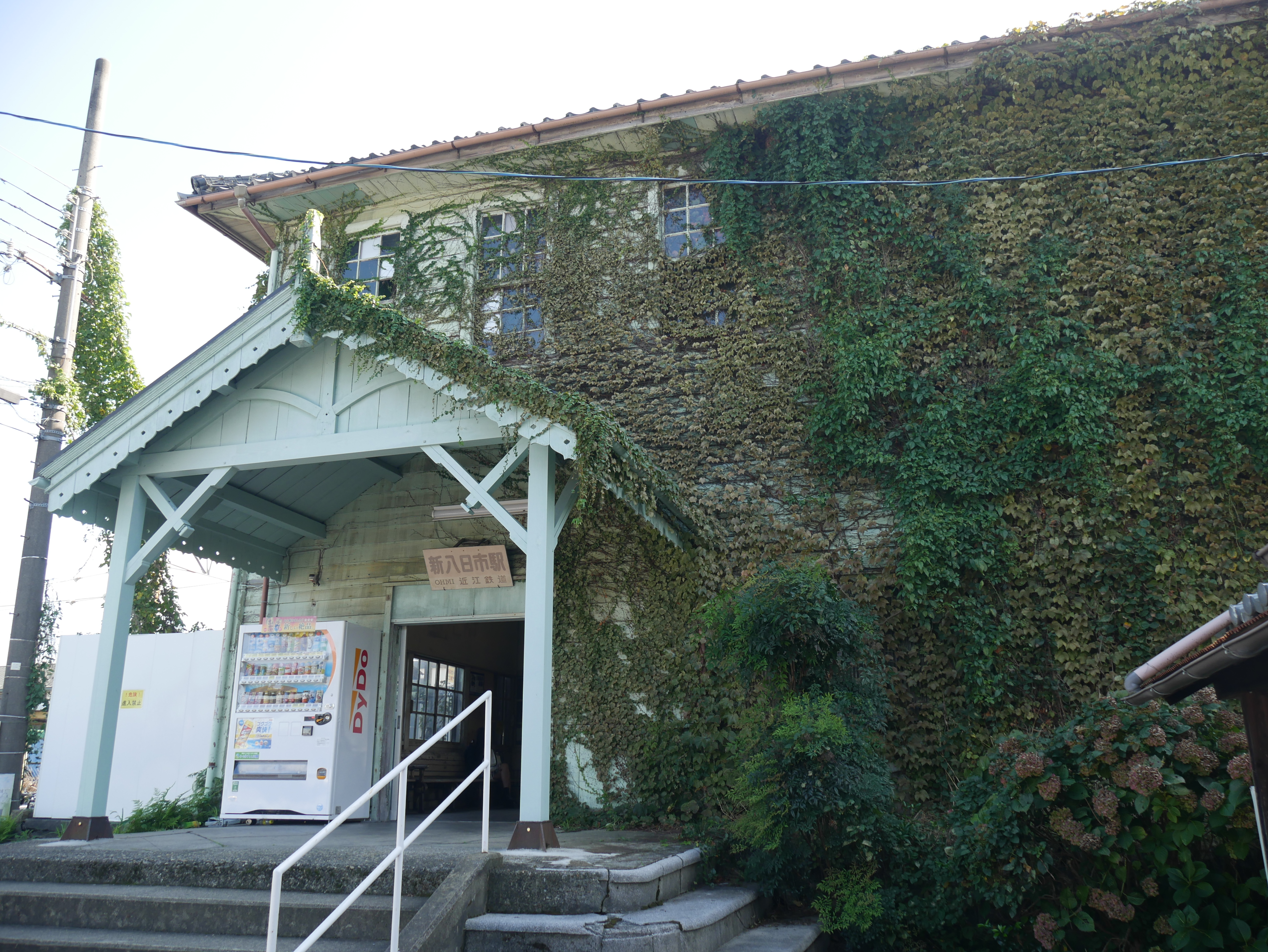
ツタに覆われた駅舎（2020年10月）
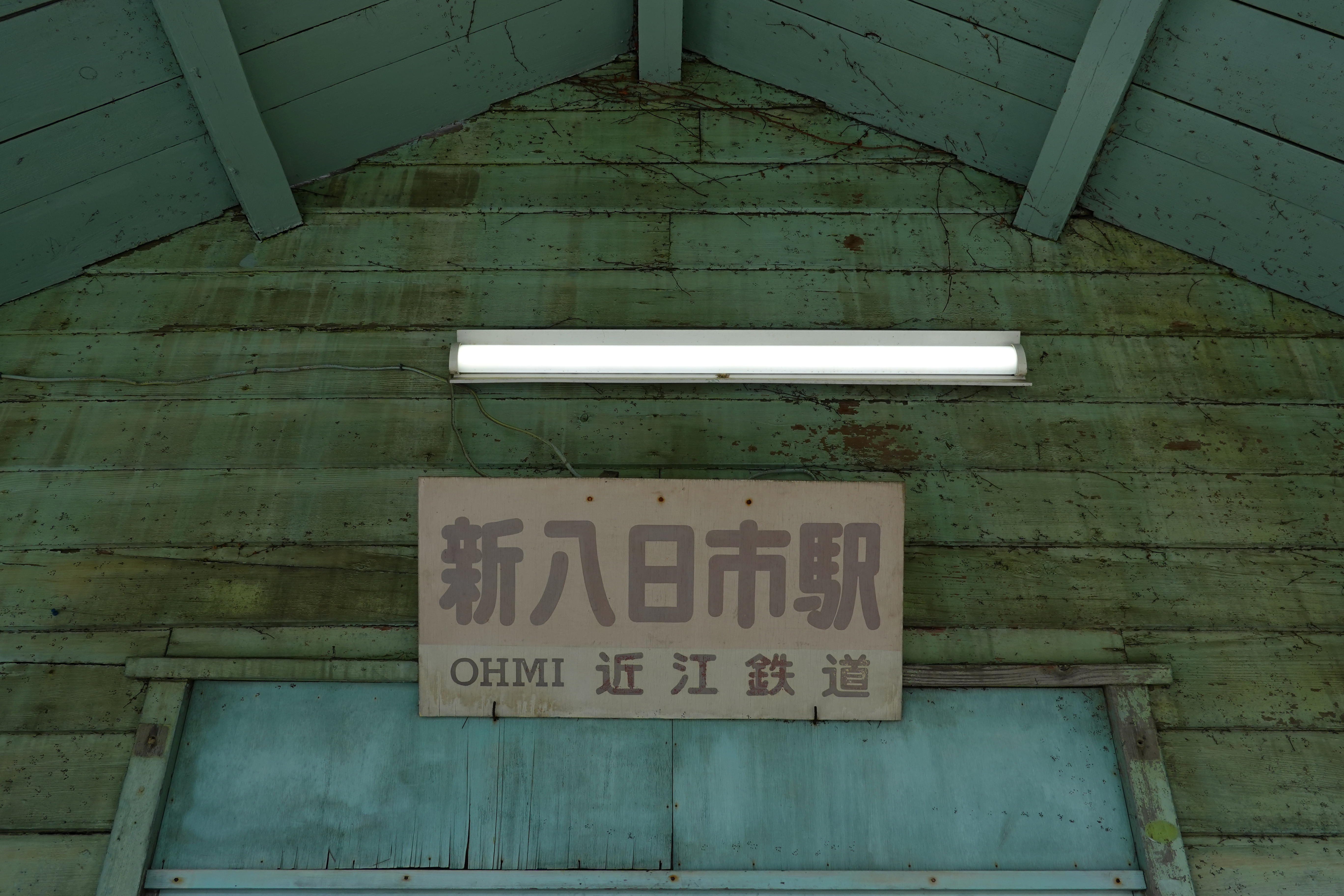
駅舎に付けられた駅名の看板（2024年6月）
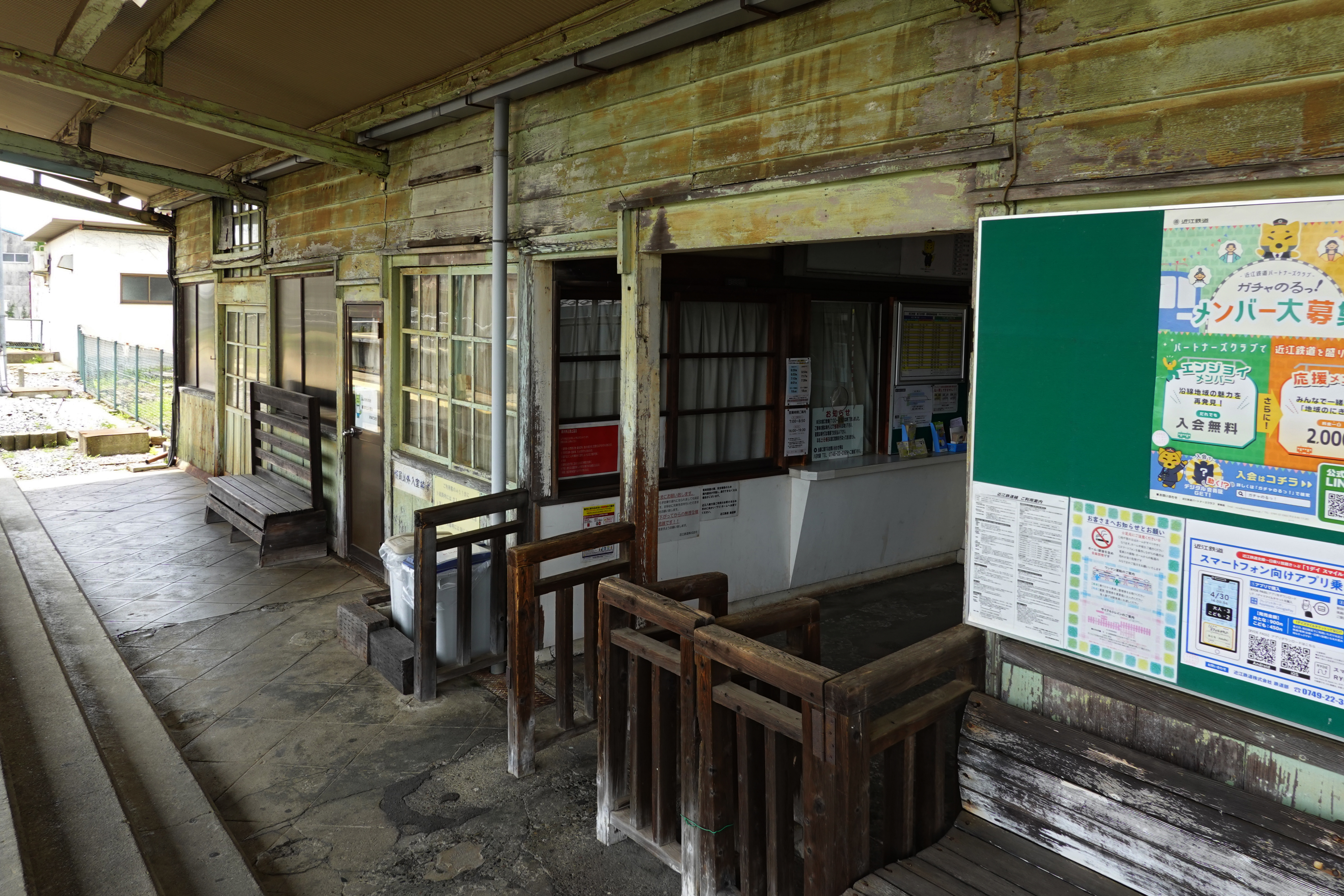
出札窓口と改札口（2024年6月、ホーム側から）
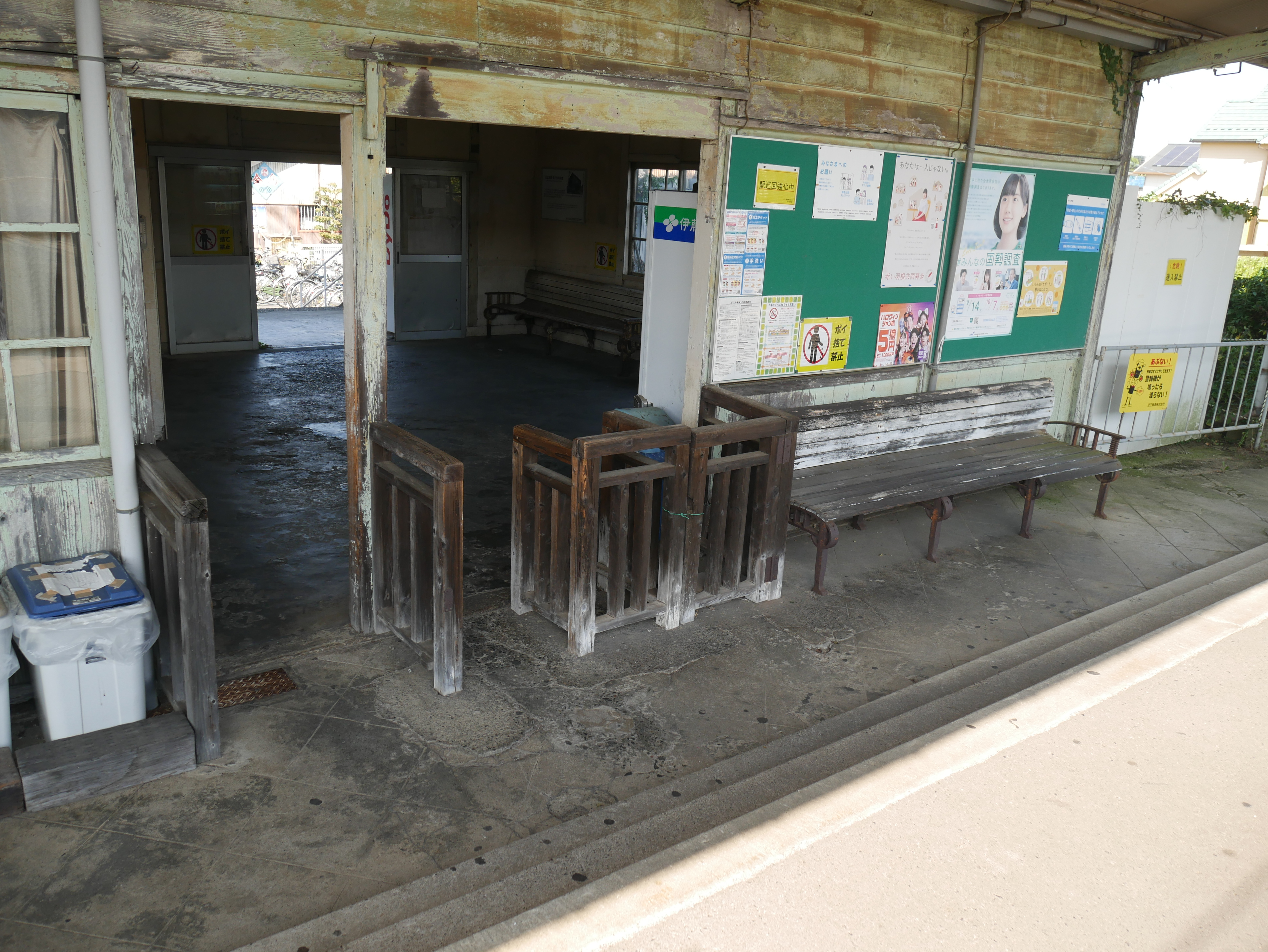
改札口（2020年10月、ホーム側から）
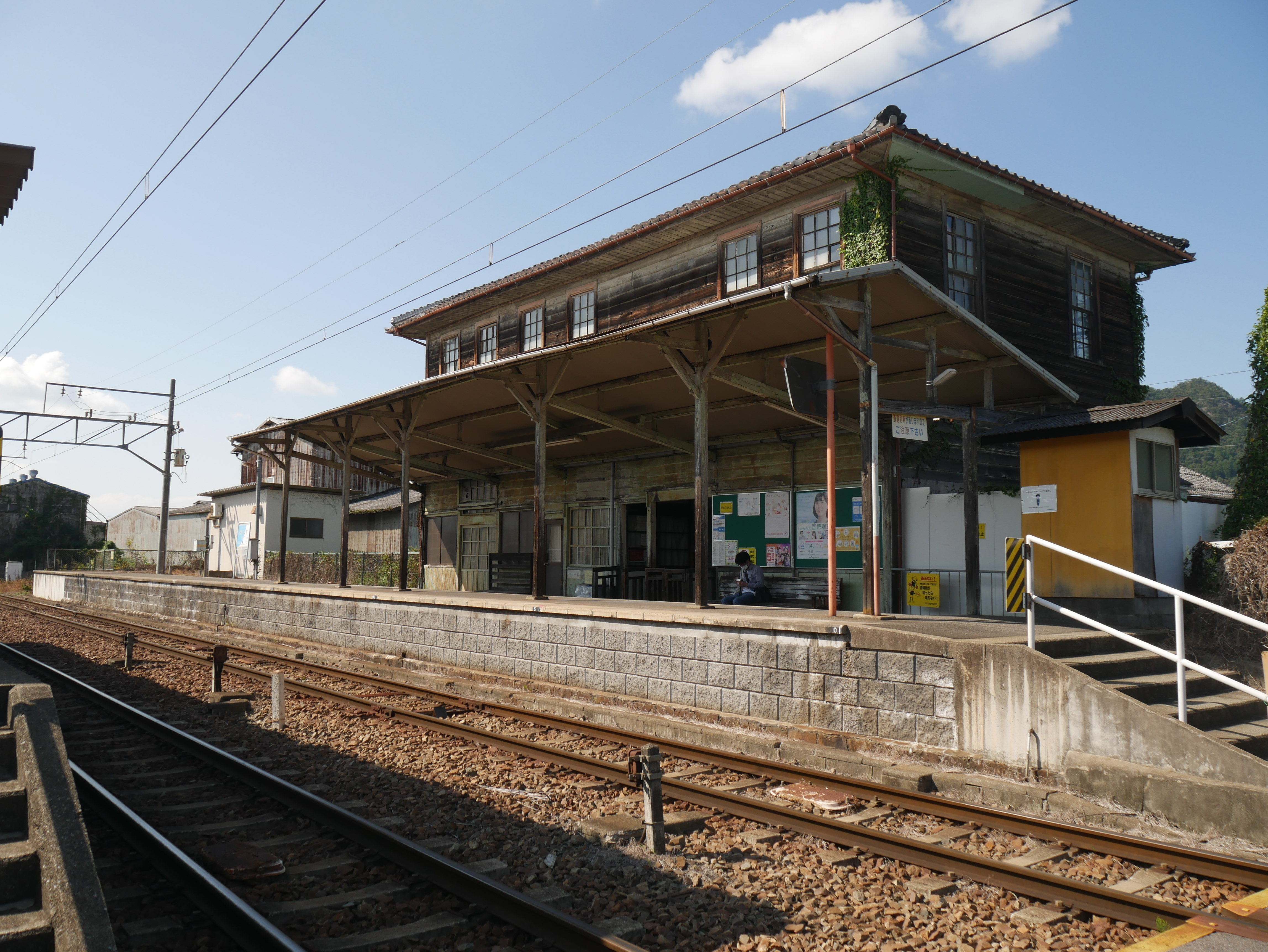
駅舎（2020年10月、ホーム北側から。黄色い小屋はトイレ）
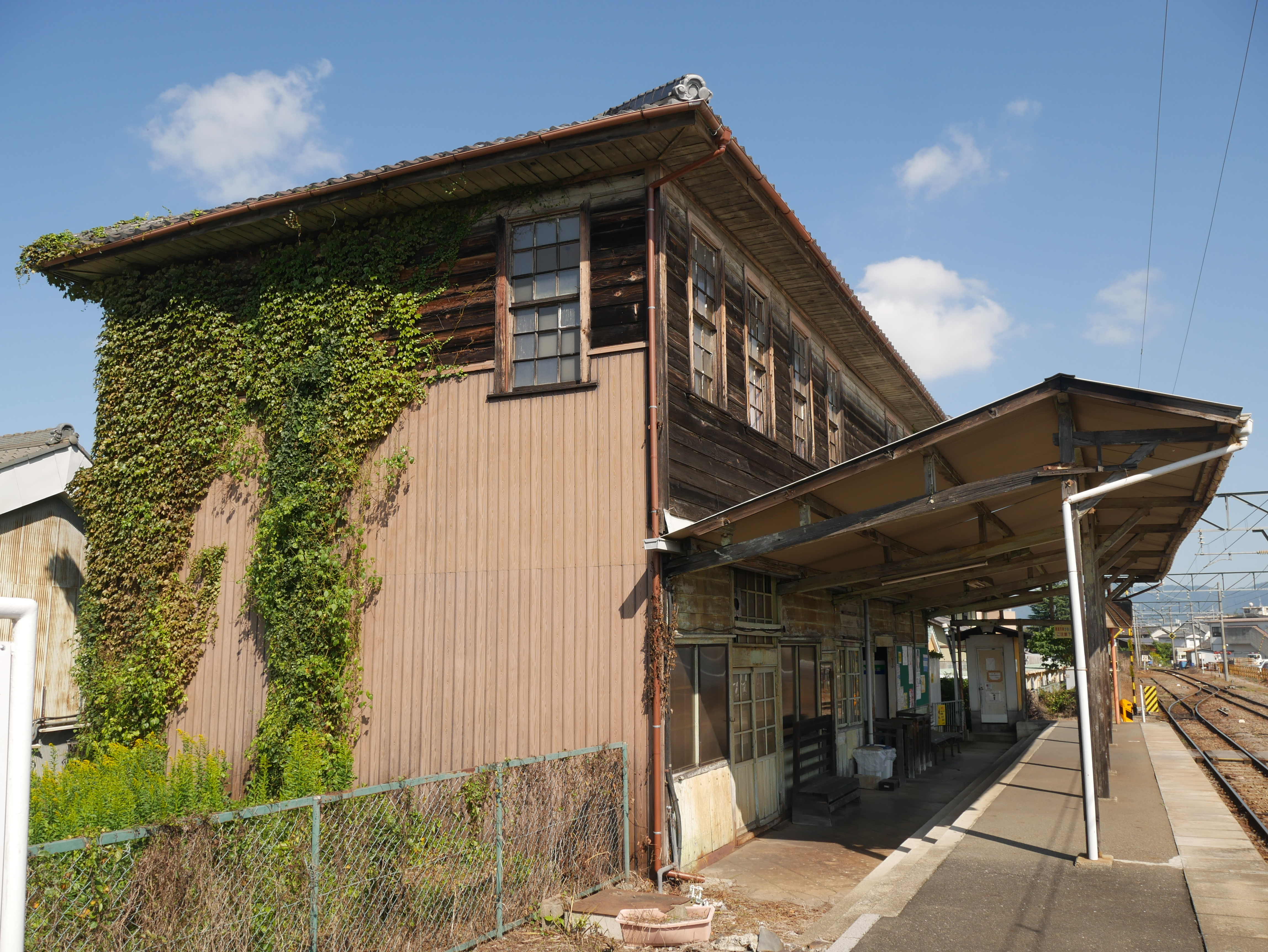
駅舎（2020年10月、ホーム東側から）

## 利用状況
近年の一日平均乗車人員の推移は下記のとおり。(東近江市統計書より)
| 年度               | 一日平均 乗車人員 |
| ------------------ | ----------------- |
| 2002年（平成14年） | 393               |
| 2003年（平成15年） | 379               |
| 2004年（平成16年） | 376               |
| 2005年（平成17年） | 417               |
| 2006年（平成18年） | 435               |
| 2007年（平成19年） | 433               |
| 2008年（平成20年） | 430               |
| 2009年（平成21年） | 424               |
| 2010年（平成22年） | 429               |
| 2011年（平成23年） | 441               |
| 2012年（平成24年） | 448               |
| 2013年（平成25年） | 466               |
| 2014年（平成26年） | 463               |
| 2015年（平成27年） | 494               |
| 2016年（平成28年） | 505               |
| 2017年（平成29年） | 491               |
| 2018年（平成30年） | 501               |
| 2019年（令和元年） | 493               |

## 駅周辺
住宅密集地にあるが、付近には商店や宗教法人の教会がある。公立小学校は駅から北西へ少し離れた所にある。国道421号（八風街道。駅付近は滋賀県道13号彦根八日市甲西線との重複区間）は駅南側を、近江鉄道本線（水口・蒲生野線）は駅東側を通る。
- 古美術熊木 - 骨董品店
- 延命山生蓮禅寺
- 蛭子神社跡 - 「八日市蛭子神社遺跡」ともいう[22]。
- 天理教湖東大教会
- 金光教八日市教会
- 八日市郵便局
- 東近江市立箕作小学校
- 国道421号（八風街道）
- 滋賀県道13号彦根八日市甲西線（※駅付近は国道421号と重複）
- 御代参街道

## タクシー路線
駅前にちょこっとタクシー「新八日市駅」停留所があり、小脇・建部エリア（八日市駅と阿賀神社（太郎坊宮）付近を巡回するエリアタクシー）が経由する（要予約）。

## 隣の駅
近江鉄道
■八日市線（万葉あかね線）
■快速
通過
■普通
太郎坊宮前駅（OR17） - 新八日市駅（OR16） - 八日市駅（OR15）

### かつて存在した路線
近江鉄道
八日市線
新八日市駅 - 八日市中野駅

### 記事本文